# Aftermath (альбом Эми Ли)
Aftermath — саундтрек к фильму Марка Джексона «История войны», сочинённый Эми Ли совместно с Дэйвом Эггаром. Релиз состоялся 25 августа 2014 года.

## Об альбоме
Ли объявила о готовящемся выходе сборника музыки к фильму в своём Твиттере в декабре 2013 года. В интервью MTV News в январе 2014 года она рассказала, что новый материал «удивит» её поклонников, пояснив: «Это не то, чего вы могли бы ожидать… это смешение множества звуков, множество зловещих тонов. Я играю на клавишных и педальном синтезаторе Taurus. Низкого гула там предостаточно».

## Оценки критиков
Джордж Гарнер из Kerrang! высоко оценил старания Ли, ушедшей от тяжести Evanescence. По его мнению, альбом совмещает минималистские звуки фортепиано с мрачностью струнных, он назвал альбом лучшей демонстрацией голоса и таланта Ли на тот момент.
| Оценки критиков | Оценки критиков |
| Источник        | Оценка          |
| --------------- | --------------- |
| Allmusic        | [ 5 ]           |
| Kerrang!        | KKKK            |
| DEAD PRESS!     | [ 6 ]           |

## Список композиций
| №   | Название                                                | Автор(ы)               | Продюсер(ы)                    | Длительность |
| --- | ------------------------------------------------------- | ---------------------- | ------------------------------ | ------------ |
| 1.  | «Push the Button»                                       | Эми Ли                 | Ли                             | 3:13         |
| 2.  | «White Out» (совместно с Дэйвом Эггаром)                | Дэйв Эггар, Чак Палмер | Палмер, Эггар                  | 1:29         |
| 3.  | «Remember to Breathe» (совместно с Дэйвом Эггаром)      | Эггар                  | Ли                             | 1:24         |
| 4.  | «Dark Water» (совместно с Маликой Заррой)               | Ли, Эггар, Палмер      | Ли, Эггар, Палмер, Джонни Найс | 3:29         |
| 5.  | «Between Worlds» (совместно с Дэйвом Эггаром)           | Эггар, Ли, Палмер      | Ли, Палмер                     | 3:35         |
| 6.  | «Drifter» (совместно с Дэйвом Эггаром)                  | Ли, Эггар              | Ли                             | 1:55         |
| 7.  | «Can't Stop What's Coming» (совместно с Дэйвом Эггаром) | Ли, Палмер, Эггар      | Палмер, Ли                     | 2:04         |
| 8.  | «Voice in My Head» (совместно с Дэйвом Эггаром)         | Ли, Эггар              | Ли, Эггар, Палмер              | 3:47         |
| 9.  | «Lockdown» (совместно с Дэйвом Эггаром)                 | Ли, палмер             | Ли, Эггар, Палмер              | 4:58         |
| 10. | «After» (совместно с Дэйвом Эггаром)                    | Эггар, Палмер          | Палмер                         | 3:53         |

## Участники записи и персонал
Сведения взяты из титров фильма «История войны» и из буклета альбома.
- Тэд Диброк — исполнитель
- Пит Доэлл — мастеринг
- Дэйв Эггар[англ.] — виолончель, продюсер, микширование
- Джоэл Хоэкстра[англ.] — гитара
- Рамона Лоула — исполнитель
- Эми Ли — вокал, клавишные, программирование, продюсер, микширование
- Дэн Менделл — арт-директор, дизайнер
- Кеня Маттис — исполнитель
- Брендон Мулдоуни — микширование
- Дэйв Нельсон — исполнитель
- Джонни Найс — исполнитель, продюсер
- Люк Нотари — исполнитель
- Чак Палмер — ударные, программирование, продюсер, микширование
- Донни Рейс — исполнитель
- Аманда Рузза — бас
- Брендон Терзиг — исполнитель
- Малика Зарра[англ.] — вокал
- Max ZT — исполнитель

## Чарты
| Чарт (2014)                      | Высшая позиция |
| -------------------------------- | -------------- |
| Бельгия/Фландрия (Ultratop)      | 153            |
| Бельгия/Валлония (Ultratop)      | 132            |
| Нидерланды (Album Top 100)       | 92             |
| Италия (Classifica album)        | 49             |
| Великобритания (UK Albums Chart) | 67             |
| UK Indie Chart (OCC)             | 18             |
| UK Indie Breakers Chart (OCC)    | 2              |
| US Billboard 200                 | 47             |
| US Top Rock Albums (Billboard)   | 15             |
| US Top Soundtracks (Billboard)   | 3              |